# Abby Andrews
Abby Andrews (Brisbane, 28 de novembro de 2000) é uma jogadora de polo aquático australiana.

## Carreira
Andrews foi para a Brisbane Girls Grammar. Ela competiu no Campeonato Mundial Juvenil de 2018 durante seus estudos na University of Queensland. Ela então se matriculou na University of Michigan. Ela foi nomeada a Rookie of the Tournament e Rookie of the Year da Collegiate Water Polo Association (CWPA) de 2019.
Andrews então competiu nos Jogos Universitários Mundiais de 2019 em Nápoles, Itália, onde a Austrália ficou em quinto lugar. Andrews foi um membro do esquadrão Australian Stingrays que competiu nas Olimpíadas de Tóquio 2020. Ao terminar em segundo em seu grupo, as Aussie Stingers passaram para as quartas de final. Elas foram derrotados por 8-9 pela Rússia e, portanto, não competiram por uma medalha olímpica. Nos Jogos Olímpicos de Verão de 2024, em Paris, conquistou a medalha de prata no torneio feminino do polo aquático, após confronto na final contra a equipe espanhola.